# Valera (Venezuela)
Valera ist eine Stadt im Bundesstaat Trujillo in Venezuela und ist deren ökonomischer Mittelpunkt. Das Stadtgebiet umfasst eine Fläche von 240 km² und liegt zwischen den Flüssen Río Momboy und Río Motatán. Die Stadt hat 128.190 Einwohner.
Der Bürgermeister ist (2014) José Karkom.
In Valera befindet sich die Universidad Valle del Momboy, eine Privatuniversität.
Valera verfügt über zwei Tageszeitungen den Diario de Los Andes und den Diario El Tiempo, und verschiedene Radiostationen, z. B. Angel FM 93.7, dessen Sendungen auch über das Internet gehört werden können.

## Söhne und Töchter der Stadt
- José Antonio Abreu (1939–2018), Komponist
- Antonieta Madrid (* 1939), Schriftstellerin
- José Luis Azuaje Ayala (* 1957), römisch-katholischer Geistlicher, Erzbischof von Maracaibo
- Wilker Ángel (* 1993), Fußballspieler